# On The Lips
On The Lips es el primer álbum de estudio de la banda estadounidense Have Fun Dying.
Fue publicado en el 2004.

## Pistas
1. Circus Boy
2. Proletarians, Revolt!
3. Libido Explodo
4. New York Minutes
5. Double Crossed
6. Smoke And Mirrors
7. Blackbeard's Blackheart
8. Let's Fuse
9. Happy Valentine's Day
10. Electric Shock Value
11. Hazards Of Smoking
12. You Spiked The Punch With Apathy
13. A Blissful Coma
14. Televangelisticexpialidocious

- Datos: Q6050709